# پدرو پابلو لئون
پدرو پابلو لئون (انگلیسی: Pedro Pablo León; ۲۹ ژوئن ۱۹۴۳ – ۹ مهٔ ۲۰۲۰) بازیکن فوتبال اهل پرو بود.
از باشگاه‌هایی که در آن بازی کرده‌است می‌توان به باشگاه فوتبال آلیانزا لیما، باشگاه فوتبال دپورتیوو مونیسیپال، و باشگاه ورزشی بارسلونا اشاره کرد.
وی همچنین در تیم ملی فوتبال پرو بازی کرده‌است.